# حالي أخوند
حالي أخوند (بالفارسية: حالی آخوند) هي قرية تقع في غلستان في إيران. يقدر عدد سكانها بـ 1,683 نسمة .